# Traque sans merci
Pour plus de détails, voir Fiche technique et Distribution.
Traque sans merci (Kill Switch, parfois intitulé Killing Point) est un téléfilm américain réalisé par Jeff F. King, et diffusé en 2008 aux États-Unis.

## Synopsis
Jacob King est un célèbre flic aux méthodes brutales. Depuis qu'il a été le témoin du meurtre sauvage de son frère jumeau alors qu'il n'était qu'un enfant, il traque les tueurs en série. Une série de meurtres effraie la population de Memphis et on lui impose de faire équipe avec un agent du FBI qui n'apprécie guère ses méthodes.

## Fiche technique
- Titre original : Kill Switch
- Réalisateur : Jeff King
- Scénario : Steven Seagal
- Photographie : Tom Harting
- Musique : John Sereda
- Montage : Jamie Alain
- Décors : Eric Fraser
- Costumes : Katrina McCarthy
- Durée : 96 minutes

## Distribution
- Steven Seagal : Jacob King
- Isaac Hayes : Coroner
- Holly Dignard : Frankie Miller
- Michael Filipowich : Lazerus
- Chris Thomas King : Storm
- Mark Collie : Billy Joe Hill
- Karyn Michelle Baltzer : Celine
- Philip Granger : Capitaine Jensen
- Riley Jang : Jacob enfant
- Connor Jang : Daniel enfant
- Alison Araya : Linda
- Chris Bradford : Lance
- Apollonia Vanova : Jessica Trimble
- Aliyah O'Brien : Judith